# Pietro Cuppari
Pietro Cuppari (Itala, 6 mei 1816 – Pisa, 7 februari 1870) was een hoogleraar landbouwkunde (1845-1870) aan de universiteit van Pisa in het groothertogdom Toscane, en nadien koninkrijk Italië. Van opleiding was deze Siciliaan een arts. Zijn handboek Manuale dell’agricoltore (1870) werd nog tientallen jaren na zijn dood in het jonge Italië gebruikt.

## Levensloop

### Van arts tot agronoom
Cuppari werd geboren in het landelijke Itala, nabij Messina op Sicilië. Sicilië behoorde destijds tot het koninkrijk der Beide Siciliën. Zijn ouders waren Giovanni Cuppari en Antonia Berlinghieri, twee welstellende landeigenaren.
In 1838 behaalde Cuppari het diploma van arts aan de universiteit van Messina. De regering der Beide Siciliën beloofde een leerstoel landbouwkunde op te richten, iets wat deze jonge arts wenste te bekleden. Om die reden verbleef hij vijf jaren in het buitenland (1838-1843). Zijn familie betaalde opleiding en verblijf om zijn ambitie hoogleraar landbouwkunde te bereiken. Cuppari bleef enige tijd in de landbouwschool van Meleto in het groothertogdom Toscane. Deze school was privé-eigendom van Cosimo Ridolfi. Cuppari reisde door naar Engeland, Frankrijk, België en meerdere Duitse staten om universitair geschoold te worden in de agronomie. Daarnaast bezocht hij, buiten universitair verband, landbouwscholen zoals deze in Grignon in Frankrijk. In 1843 was Cuppari terug in Messina. Een academische leerstoel kwam er niet. Cuppari zou nooit meer terugkeren naar Sicilië.

### Hoogleraar in Pisa
Ridolfi nodigde Cuppari uit in 1844 om hem op te volgen als hoogleraar landbouw en veeteelt aan de universiteit van Pisa in het groothertogdom Toscane. Ridolfi had bekomen dat de groothertogelijke regering hem benoemd had op deze nieuwe leerstoel (1839). Aan de leerstoel was de voormalige landbouwschool van Ridolfi in Meleto verbonden. Er was 34 ha landbouwgrond, alsook een atelier om werktuigen te maken. In deze context bouwde Cuppari zijn academische carrière uit vanaf 1845. Hij gaf voordrachten op landbouwcongressen, publiceerde in tijdschriften en werd lid van de Accademia dei Georgofili. Zijn mentor Ridolfi was zijn beschermheer. Cuppari onderzocht gewassen, de invloed van seizoenen, het aanleggen van weiland en noteerde zelfs boerenspreuken.
In 1847 huwde Cuppari met Maddalena Ruschi uit een vooraanstaande familie van liberale patriotten in Pisa. Een jaar later, in 1848, brak de revolutie uit op Sicilië. Het koninkrijk Sicilië scheurde zich af van de Beide Siciliën. Cuppari had zich nooit ingelaten met de Siciliaanse politiek doch in 1848-1849 voelde hij zich emotioneel verbonden met de Siciliaanse revolutionairen. De revolutionaire regering in Palermo steunde Carlo Gemelli naar hem. Ook in Pisa was de revolutie uitgebroken; groothertog Leopold II was gevlucht naar het buitenland. Republikeinen bestuurden Toscane.
In 1849 werd de Siciliaanse opstand bloedig neergeslagen en groothertog Leopold II zat opnieuw in het zadel nadat hij de republikeinen had laten verjagen. Leopold II wilde vergelding. Hij strafte elkeen met revolutionaire sympathieën aan de universiteit. Daarom sloot hij de faculteiten rechten en theologie en schafte hij individuele leerstoelen af (1851). Professor Cuppari werd ontslagen.
Cuppari kreeg evenwel twee toegevingen van de regering: 1° hij mocht in titel hoogleraar landbouw en veeteelt blijven (zonder betaald te zijn) en 2° hij huurde het landbouwinstituut om het als directeur open te houden. In 1854 kreeg hij een derde toegeving: Cuppari mocht private lessen doceren aan een groep van vierentwintig landeigenaren.
In 1859 kreeg Cuppari gratie. Hij werd opnieuw hoogleraar en het landbouwinstituut fungeerde als universitaire instelling. Zijn wetenschappelijk onderzoek nam een vlucht. Het groothertogdom Toscane ging in 1860 op in het eengemaakte Italië. In 1861 was Cuppari een van de commissarissen van een landbouwbeurs in Florence. Cuppari kreeg opdrachten toegewezen van het Italiaans ministerie van Landbouw. Zo bestudeerde hij het Trasimeense Meer in Umbrië en onderzocht hij de herbebossing van de berg Monte Pisano in Toscane.
In zijn lessen legde Cuppari de nadruk op de rol als landbouwer zowel als een beheerder-boekhouder als een ingenieur. Hij gebruikte de term ‘economia rusticana’ of landbouweconomie. Hij zocht naar oplossingen voor de problemen ontstaan door deelbouw, zowel voor landeigenaar als landarbeider. In het onderwijs stimuleerde hij praktijkonderwijs op het veld, ‘tussen de klavers’ zoals hij schreef.
Hij werd begraven op de Camposanto (Pisa) in 1870. De straat Via Pietro Cuppari in het centrum van Pisa is naar hem vernoemd.

## Werken
- Dei prati artificiali in Toscana: richerche (1853)
- Intorno alla rotta d’Arno avvenuta a San Casciano nel piano di Pisa il di 16 febbraio 1853. Osservazioni (1853)
- Lezioni di economia rurale date privatamente in Pisa nel 1855 (1862)
- Saggio di ordinamento dell’azienda rurale (1862)
- Calendario del coltivatore toscano (1862)
- Lezioni di agricoltura (1869) in twee delen, met 4e druk postuum in 1887[3]
- Manuale dell’agricoltore, ovvero Guida per conoscere, ordinare e dirigere le aziende rurali (1870). Dit agronomisch handboek kende succes in het eengemaakte Italië.
- Rapporten van bijeenkomsten van de Accademia dei Georgofili
- Artikels in het tijdschrift Giornale agrario toscano.